# 8 Лисички
8 Лисички — оранжевый гигант (спектральный класс K0III) видимой величины 5,81, удалённый от Земли на расстояние около 480 световых лет. Образует широкую оптически двойную звезду с Альфой Лисички. В работе 2008 года Пахомовой и др. звезда была отнесена к классу «сверхметалличных» (англ. super-metal-rich) с ярко выраженной CN спектральной полосой.
Впервые эту звезду нанёс на карту и изучил Ян Гевелий в 1687 году.